# Medicago soleirolii
Medicago soleirolii là một loài thực vật có hoa trong họ Đậu. Loài này được Duby miêu tả khoa học đầu tiên.